# Sov nu!
|  | Denne artikel er oprettet af botten Steenthbot ud fra en ekstern database. Den kan derfor have sproglige fejl eller mangler. Denne skabelon kan fjernes efter kontrol af indholdet. |

Sov nu! er en dansk kortfilm fra 2004 instrueret af Bo Rune Jørgensen.

## Medvirkende
- Iben Skau-Olsen
- Kira Li Chirholm
- Troels Lindhardt
- Maja Muhlack
- Chohae Christensen